# Gran Pirámide de Cholula

La Gran Pirámide de Cholula o Tlachihualtépetl (del náhuatl que significa cerro hecho a mano) es el basamento piramidal más grande del mundo con 450 metros por lado.  Es el sitio arqueológico más grande de una pirámide (templo) en el Nuevo Mundo , así como la  pirámide más grande que existe en el mundo hoy en día (aunque cabe aclarar que no es la más alta, pues la pirámide de la danta la supera con 72m de altura). La pirámide se encuentra a 55 metros (180 pies) sobre la llanura circundante, y en su forma final midió 450 por 450 metros (1480 por 1480 pies). La pirámide es un templo que tradicionalmente se consideraba dedicado al dios Quetzalcoatl. El estilo arquitectónico del edificio estaba estrechamente relacionado con el de Teotihuacán en el Valle de México, aunque la influencia de la costa del Golfo también es evidente, especialmente de El Tajín.

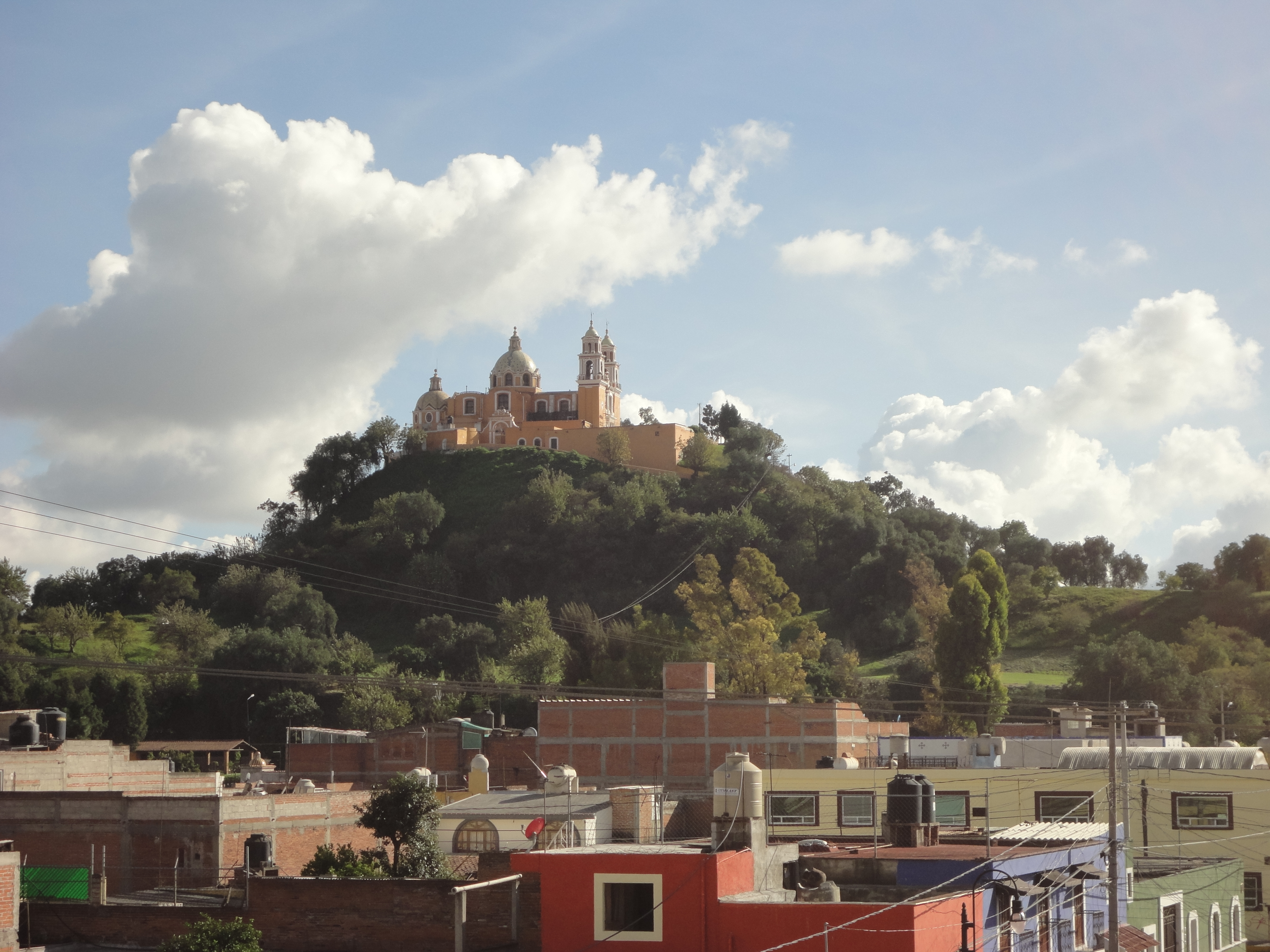
Vista norte de la Pirámide de Cholula con el Santuario de la Virgen de los Remedios

La construcción forma parte de la zona arqueológica de Cholula, en los municipios de San Pedro Cholula y San Andrés Cholula, Puebla.

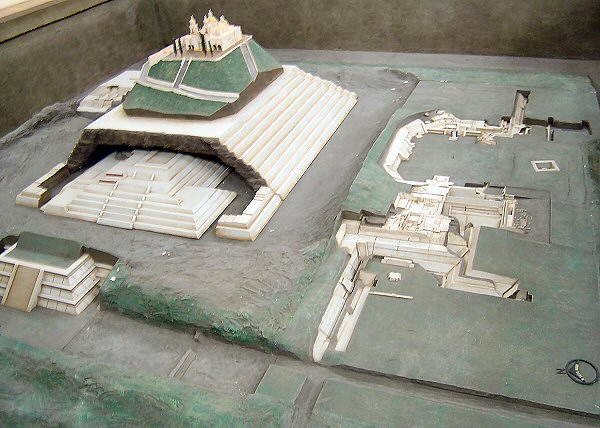
Maqueta.

## Historia
No se sabe con exactitud cuándo se empezó a construir la pirámide, pero el consenso arqueológico es que fue en el 300 antes de Cristo o al comienzo de la era cristiana. Se estima que su finalización llevó entre 500 y 1000 años.
La construcción del templo de Chiconaquiahuitl (dios de las nueve lluvias) se realizó a lo largo de varias generaciones. Dio inicio en el siglo II antes de nuestra era, y concluyó a la caída de Teotihuacán, que fue la última cultura prehispánica que imprimió su sello en el gran basamento (900 d. C.-1100 d. C.), antes de la llegada de los españoles. Una de las prácticas constructivas de los mesoamericanos era la remodelación de antiguos edificios, remodelaciones que tenían como objetivo la ampliación y mantenimiento de las construcciones originales, por lo que el dilatado período de construcción de este templo debe ser entendido en ese contexto.
El fin del Clásico en el Altiplano mexicano fue un momento de gran violencia que en el registro arqueológico se expresa en la profanación de los símbolos y monumentos icónicos del poder establecido. En Cholula, la saña se centró en el Patio de los Altares, que era la sede del ceremonial político-religioso de la ciudad sagrada.
Para el 1300 d. C., Cholula fue abandonada por los toltecas y a la llegada de los españoles en el año 1519, los cholultecas eran tributarios privilegiados de Tenochtitlán y enemigos de los tlaxcaltecas. En ese momento, el templo de Quetzalcóatl se ubicaba al lado poniente de la gran pirámide, el cual fue destruido y con sus piedras se edificaron los principales monumentos coloniales. Cholula, además, posee notables ejemplos de pintura mural, como el llamado "Mural de los Bebedores".

### El Patio de los Altares

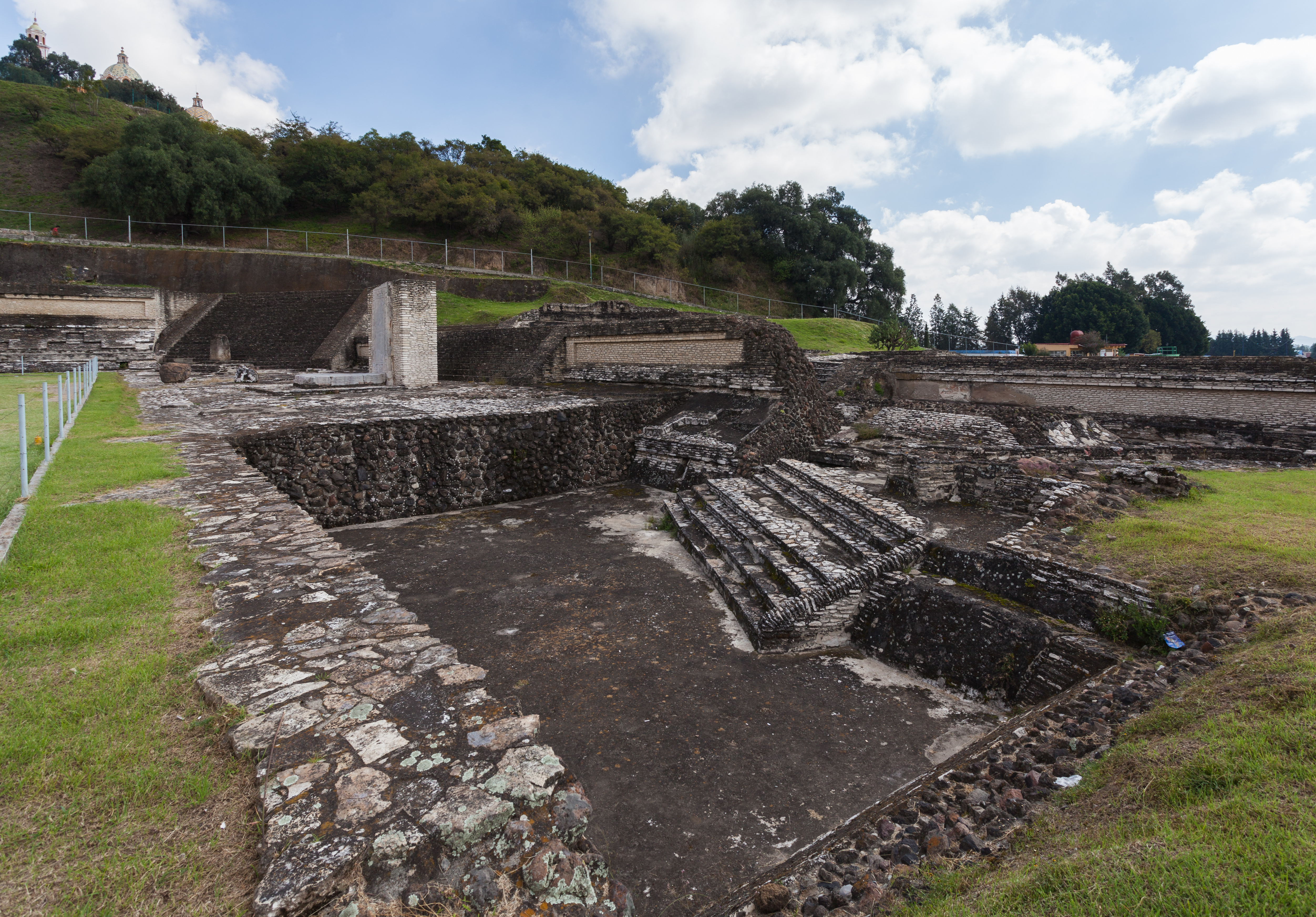
Patio.

Ubicado sobre el costado sur de la Gran Pirámide de Cholula, este conjunto es contemporáneo de las diversas estructuras que se encuentran en el interior del gran basamento y, al igual que estas muestra por lo menos seis etapas constructivas. Su piso original se localiza aproximadamente 9 metros abajo del nivel actual. Se trata de un gran patio abierto en su extremo sur que originalmente debió tener más de 80 metros de ancho y que aparece limitado en sus extremos oriente y poniente por largos edificios rectangulares ; en estos es común encontrar pinturas en sus tableros. Debe su nombre a tres altares colocados simétricamente : uno al norte, otro al oriente y otro al poniente. Pese al gran número de sobreposiciones que se pueden observar en varios extremos del patio, su construcción queda comprendida dentro de las fases Cholula II y III (años 200 a 450)

### Altar ceremonial

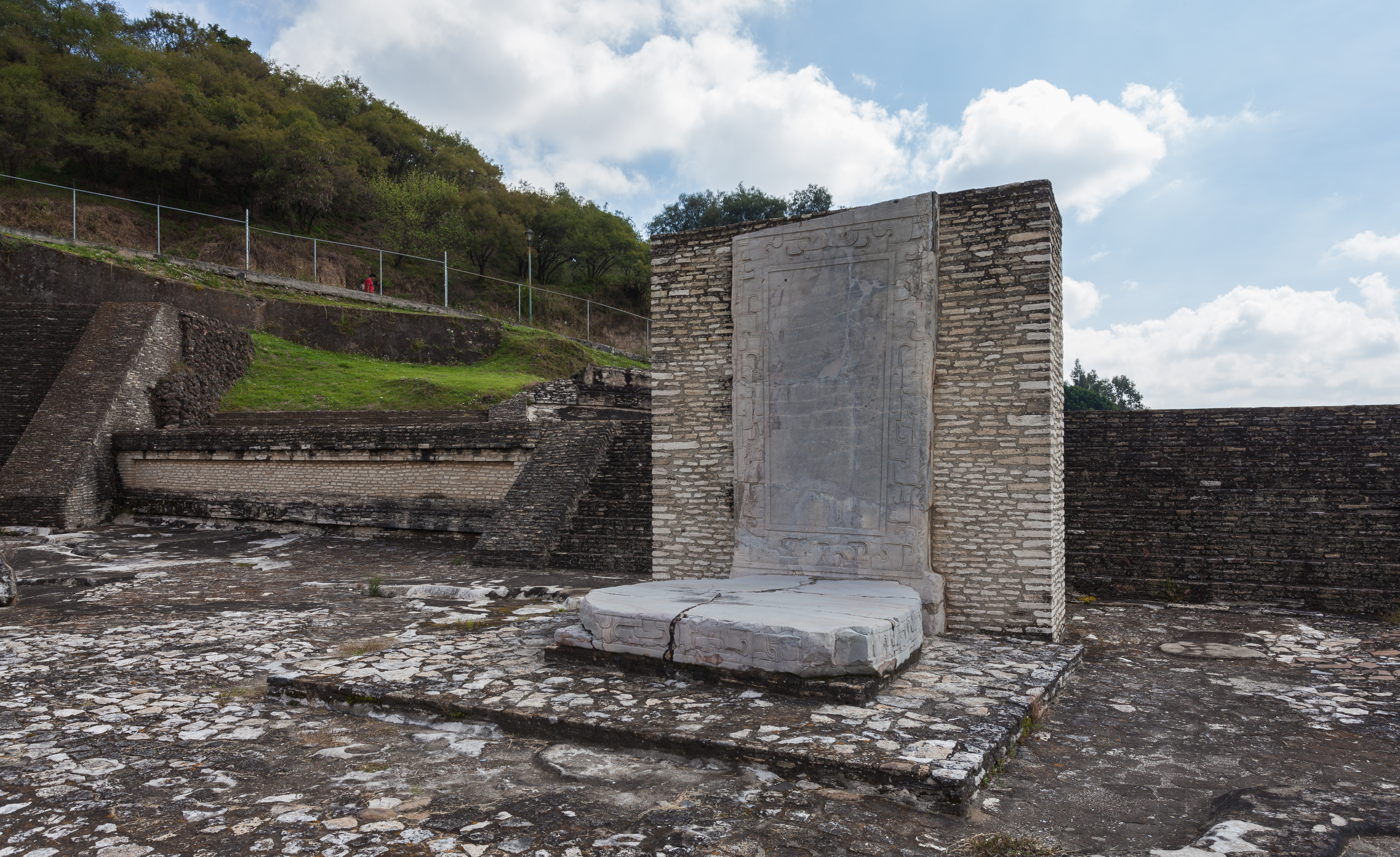
Altar Uno.

Relatan los cronistas que cuando en Cholula había escasez de agua, y esto era muy grave dado que la mayoría de la población se dedicaba al cultivo de la tierra, los campesinos acudían a los sacerdotes para solicitar ayuda; estos subían en romerías a la parte superior del cerro en donde sacrificaban niños de entre seis y siete años, ya que, según las costumbres, los niños son los mensajeros de Tláloc y al sacrificarlos irían a pedir agua. En el altar ceremonial, construido después del abandono de la Gran Pirámide y Patio de los Altares, tenía, a manera de ofrenda frente a su escalinata del lado poniente, dos cráneos de niños decapitados, en lo que además era posible distinguir una fuerte deformación craneal.

### Mural de los bebedores

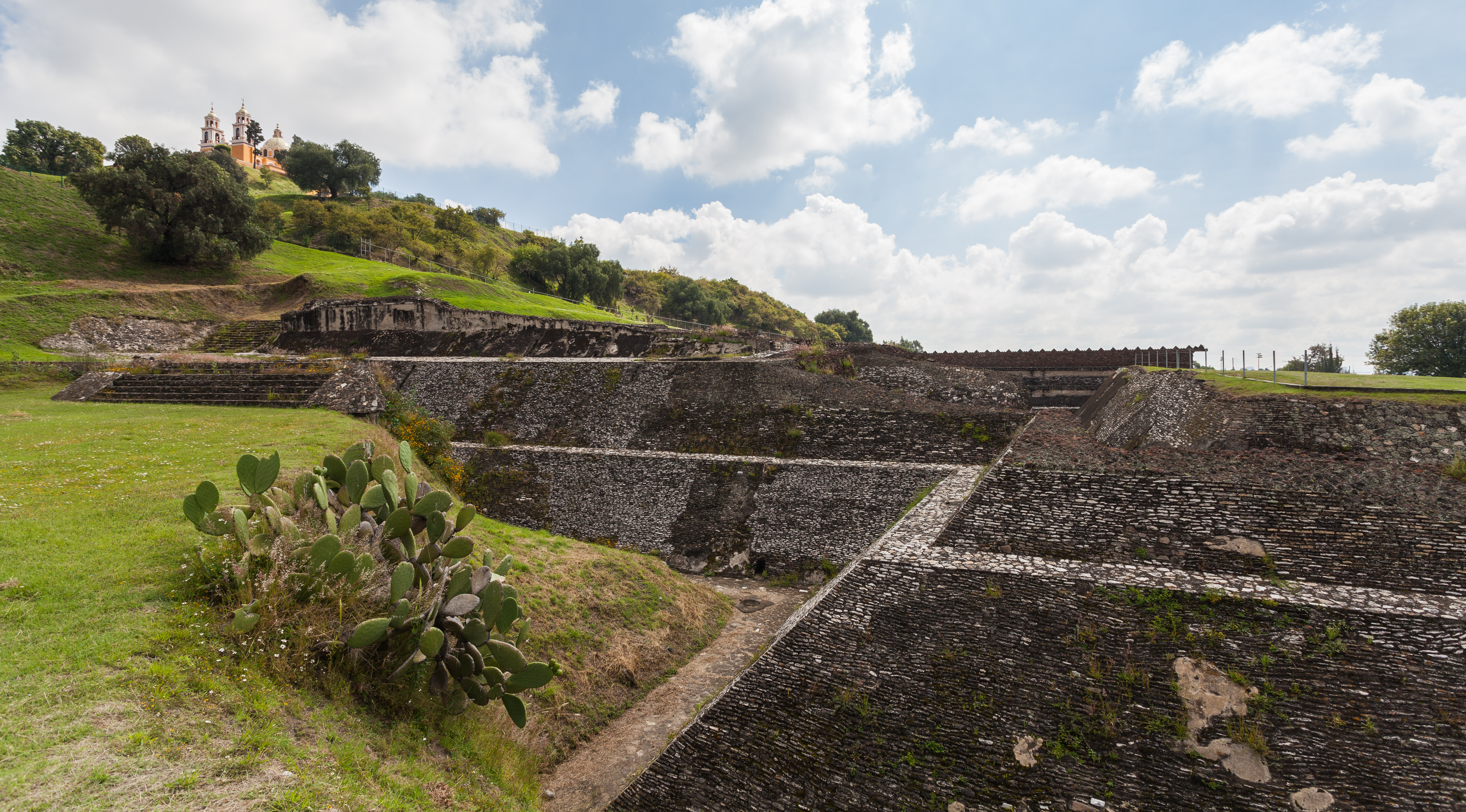
Muralla con la iglesia del fondo.

El mural tiene como tema central una ceremonia de embriaguez. Hombres que aparecen en el mural son esbeltos, sostienen grandes recipientes con líquido, que se ha interpretado como la bebida que se consumía en ese tiempo llamada pulque. El mural de los bebedores muestra a 110 personas bebiendo, este mural es considerado una obra extraordinaria de gran formato en Mesoamérica.
Dice Sahagún (1969, p. 325) que:

También hacían fiesta a todos los dioses del vino, y poníanles… una tinaja… llena de vino, con unas cañas con que bebían el vino los que venían a la fiesta, y aquellos eran viejos y viejas, y hombres valientes y soldados y hombres de guerra, bebían vino de aquella tinaja, por razón que algún día serían cautivos de los enemigos…; y así andaban holgándose, bebiendo vino, y el vino que bebían nunca se acababa, porque los taberneros cada rato echaban vino en la tinaja.
Fray Bernandido de Sahagún

Las fiestas en el siglo XVI cuando se festejaba el Dios del Pulque, era permitido la embriaguez en la sociedad. Fray Bernardino de Sahagún, jamás pensó que su interpretación encajaría tan bien en escenas de 1400 años atrás. Para Fray Bernardino fue contrastante que las bebidas alcohólicas estaban concedidas únicamente para ancianos y guerreros, mientras que en Cholla el consumo de bebidas embriagantes provenían de tradiciones ancestrales que permitían un consumo mayor al pueblo en general.
El mural fue descubierto por el arqueólogo Ponciano Salazar en el año 1969 a 6 niveles del patio de los altares, la pintura tiene una longitud de 56 m por 2,5 m de altura. El mural se encuentra delimitando un espacio palaciego y su temática desinhibida le ha dado importancia como una obra pictórica sobresaliente en Mesoamérica.

## Características técnicas
El Tlachihualtepetl fue producto de siete pirámides superpuestas, cada una de las cuales cubría la totalidad de la pirámide anterior. Ello motivó el agrandamiento paulatino de la base, que llegó hasta los cuatrocientos cincuenta metros de lado, alcanzando una altura de sesenta y seis metros.
La apariencia actual de la gran pirámide es la de un cerro en cuya cima se encuentra una iglesia católica, el Santuario de Nuestra Señora de los Remedios. Esta fue construida en 1594. El templo católico en la actualidad es un importante destino de las peregrinaciones de los creyentes católicos de la región, y también es empleado para la celebración de ritos indígenas. Debido a que el templo católico ha sido declarado patrimonio histórico de la nación mexicana, la pirámide prehispánica no ha podido ser excavada en su totalidad, ya que dicha pirámide fue hecha de tierra. Lo que se puede observar es el núcleo central de lo que fue la gran pirámide de la última cultura, solo existen adosamientos aislados de piedra caliza, el restó fue deteriorándose por el abandono de más de 200 años. Sin embargo, los arqueólogos han excavado en la construcción cerca de ocho kilómetros de túneles que permiten la observación de las diferentes fases constructivas de la pirámide y que pertenecen a otras culturas distintas a la Teotihuacana, siendo relevante los murales de los bebedores de pulque, el de los chapulines y el dedicado a Chiconaquiahuitl.

## Galería

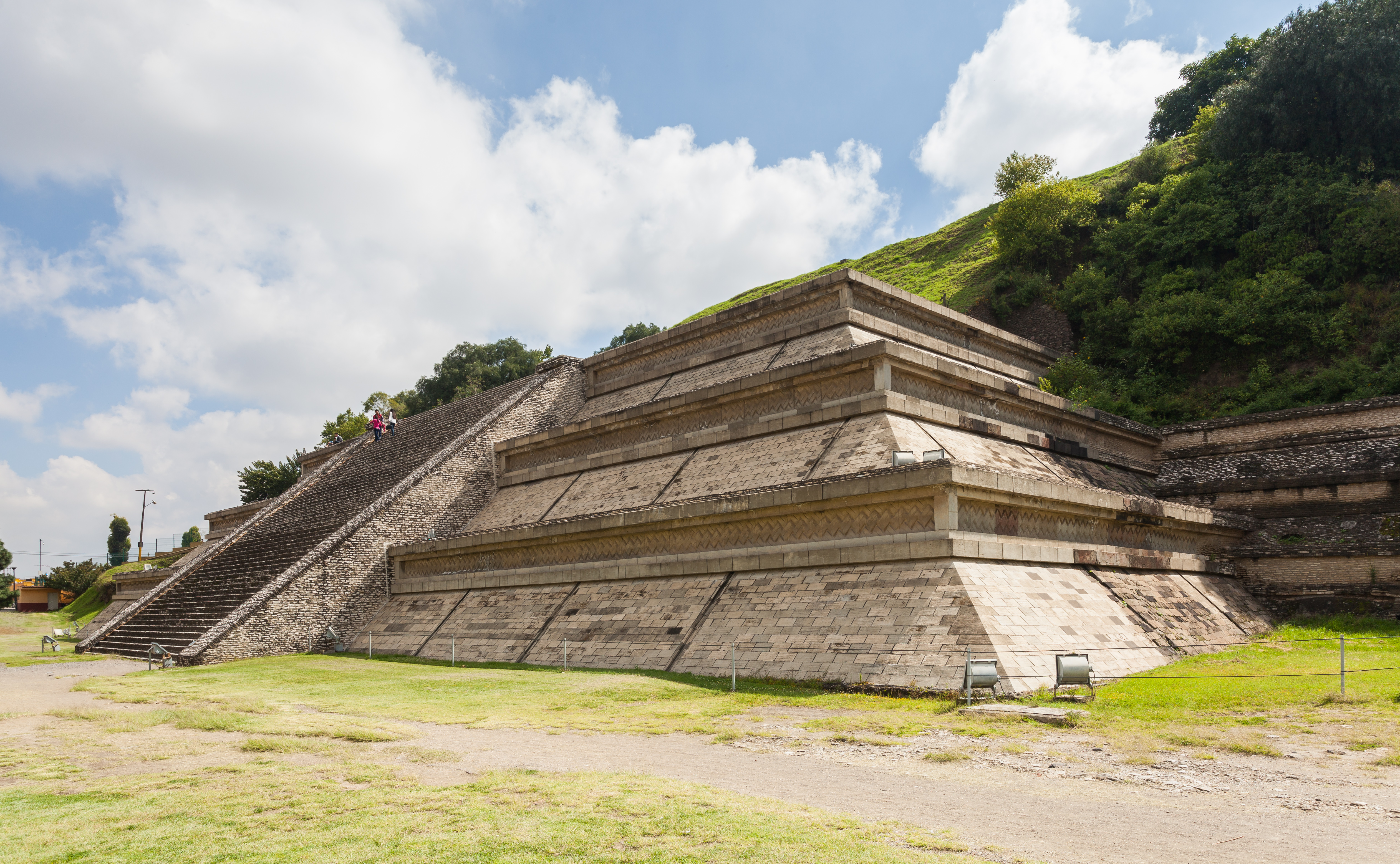
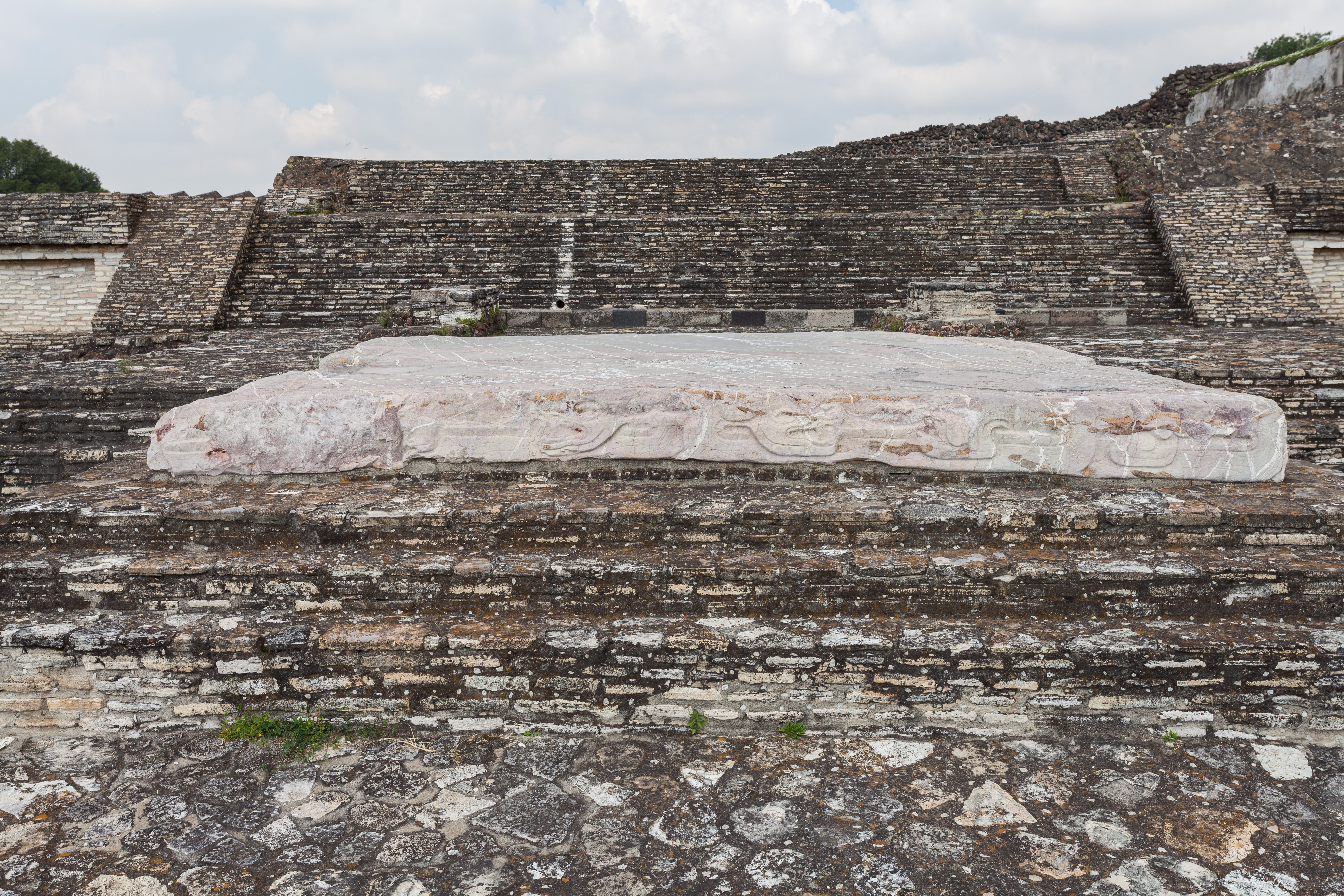
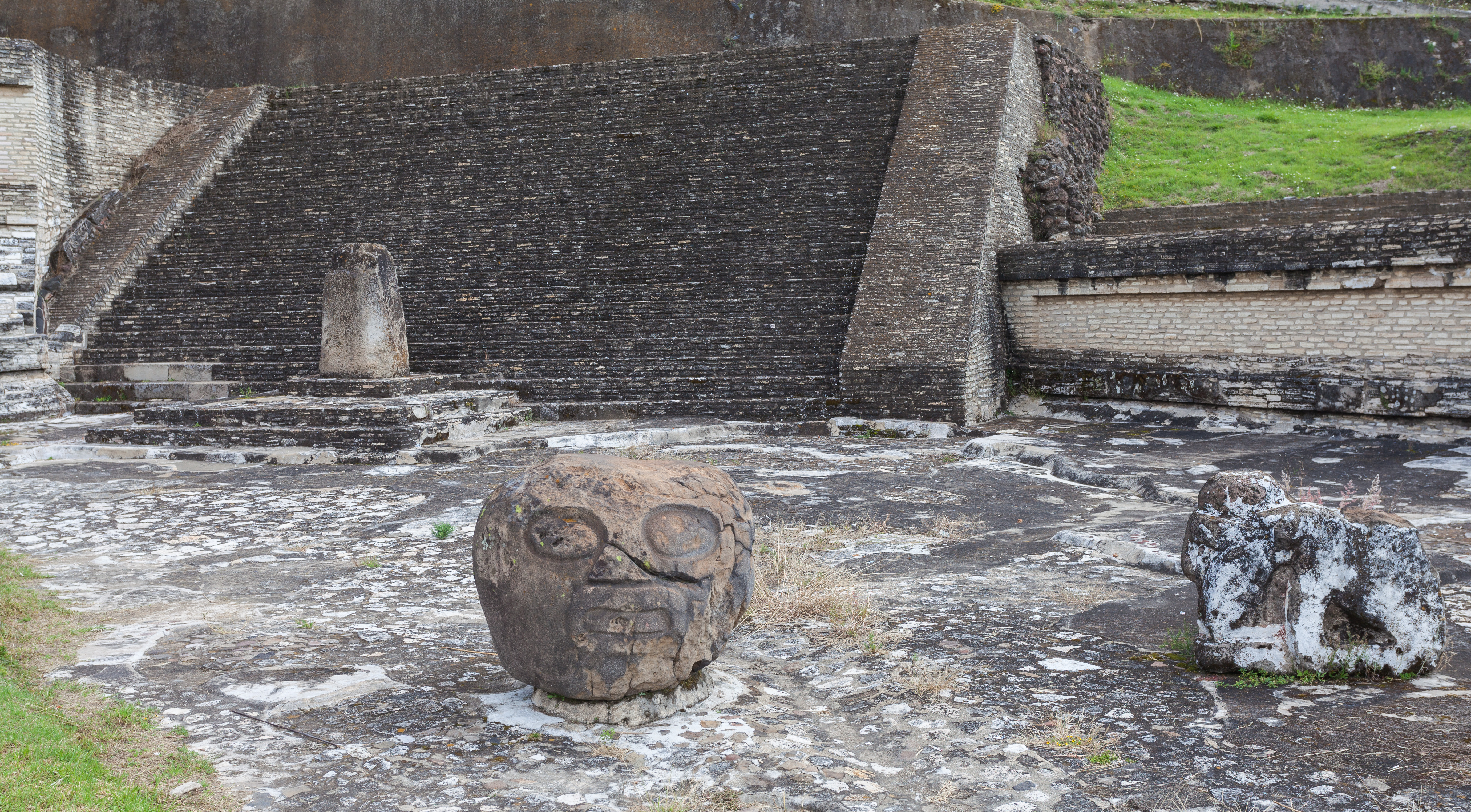
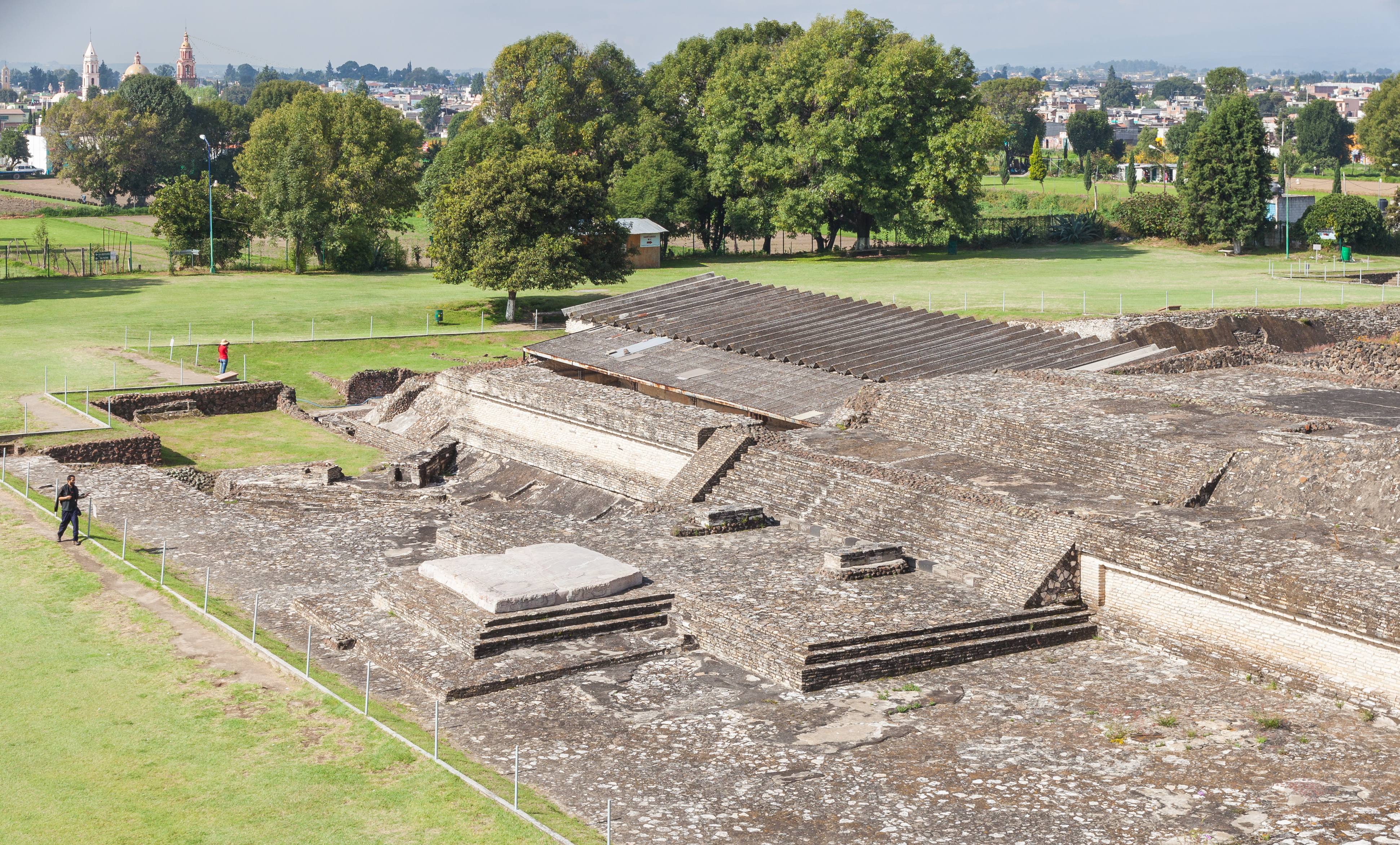
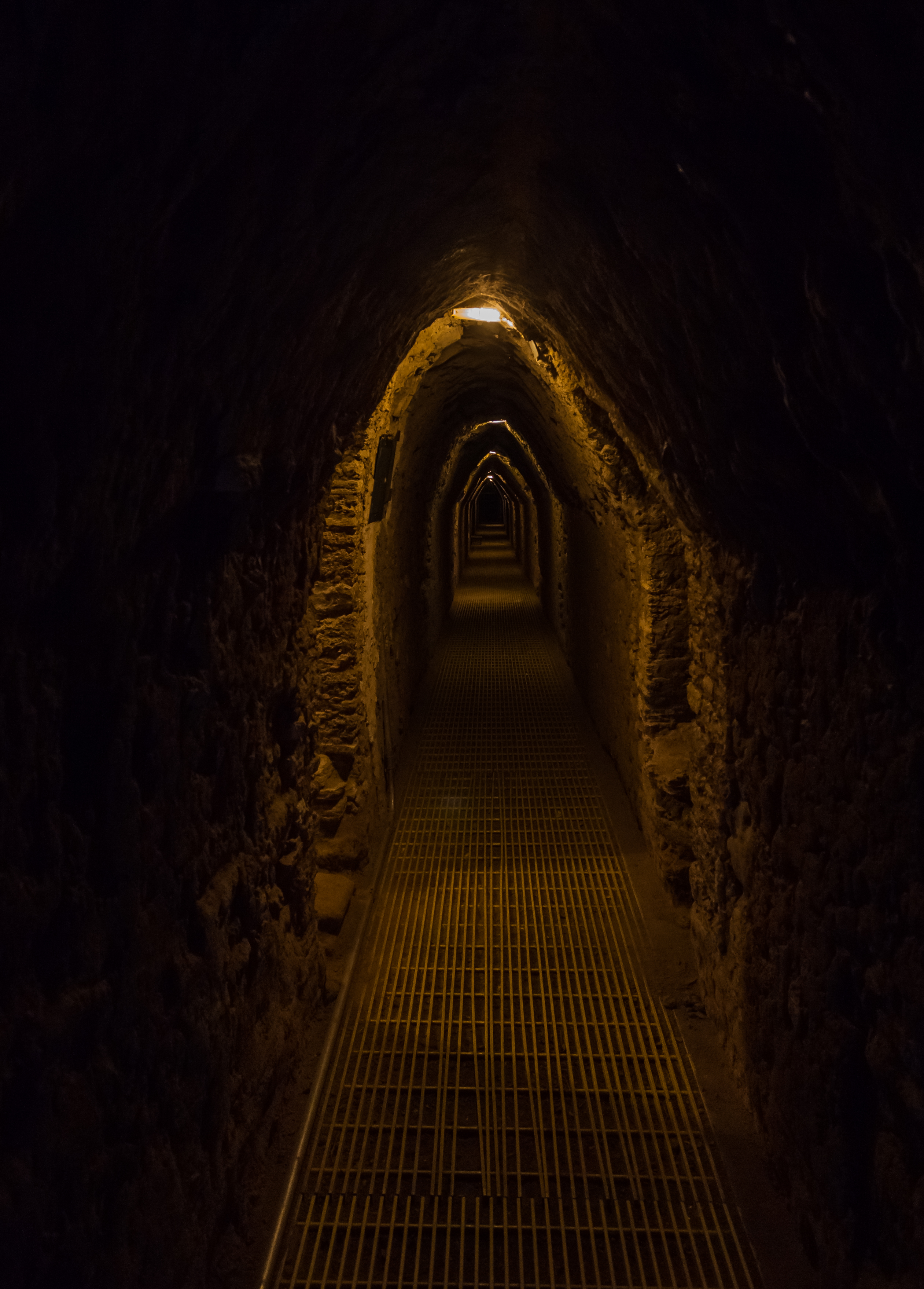
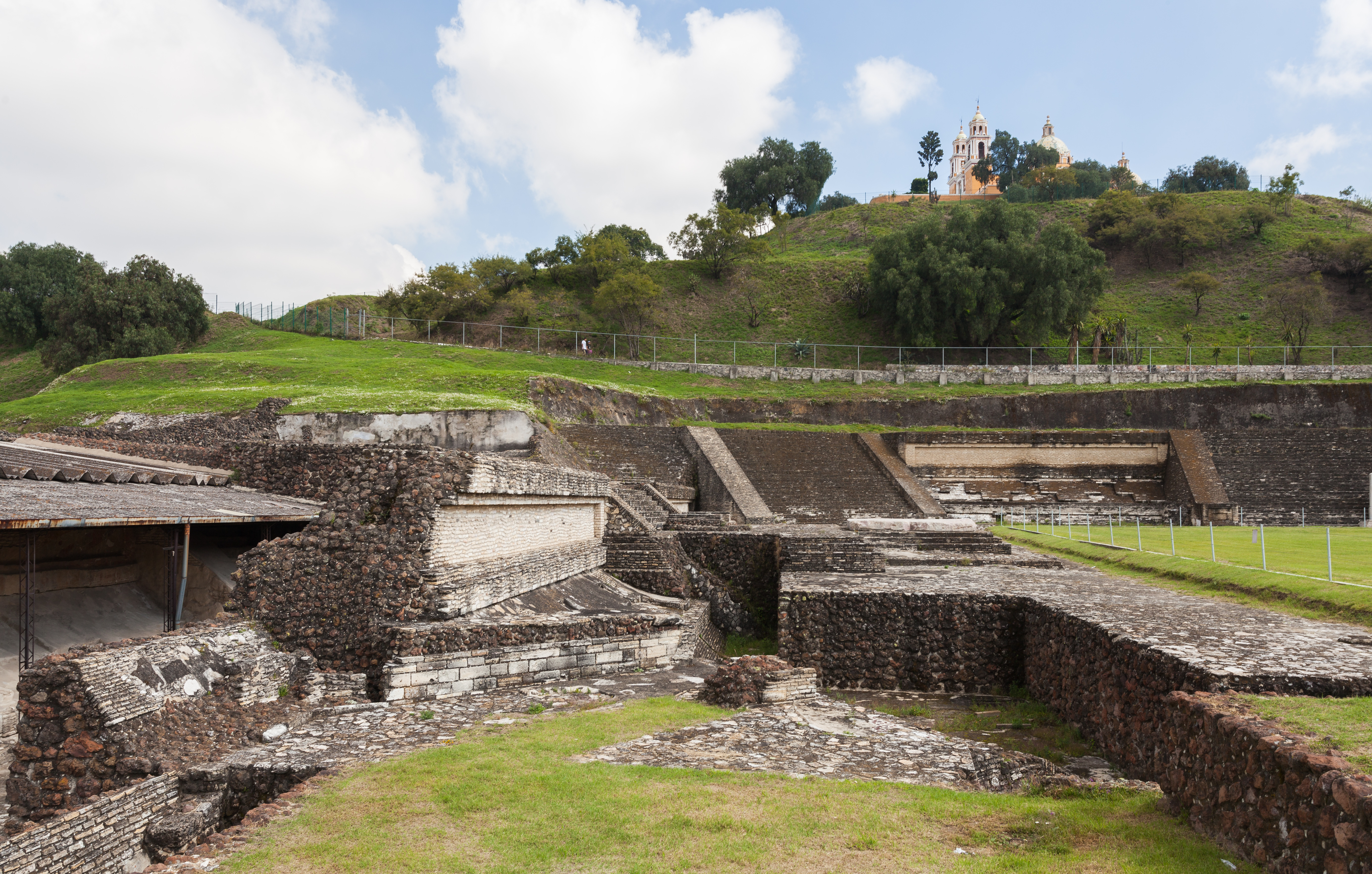
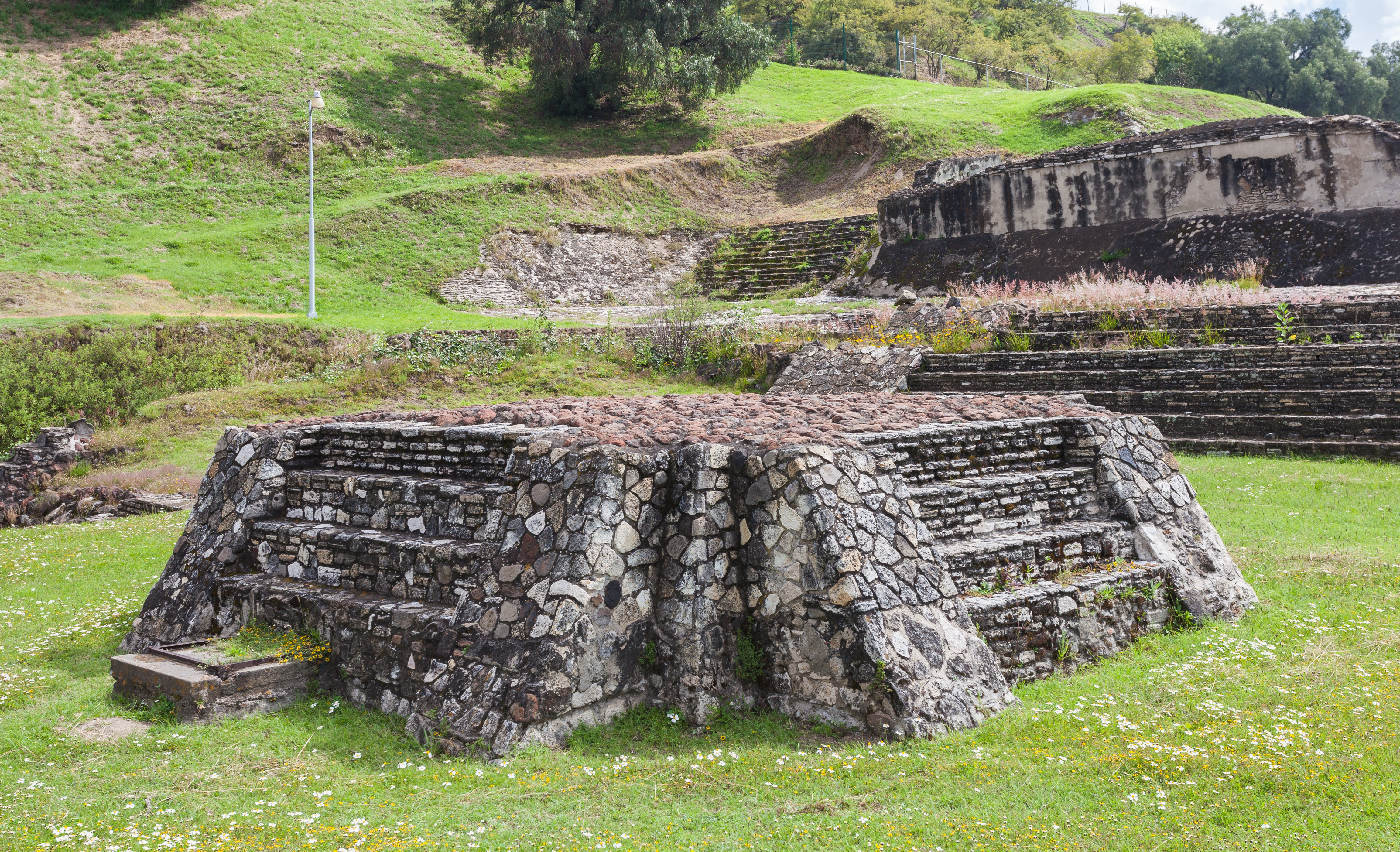
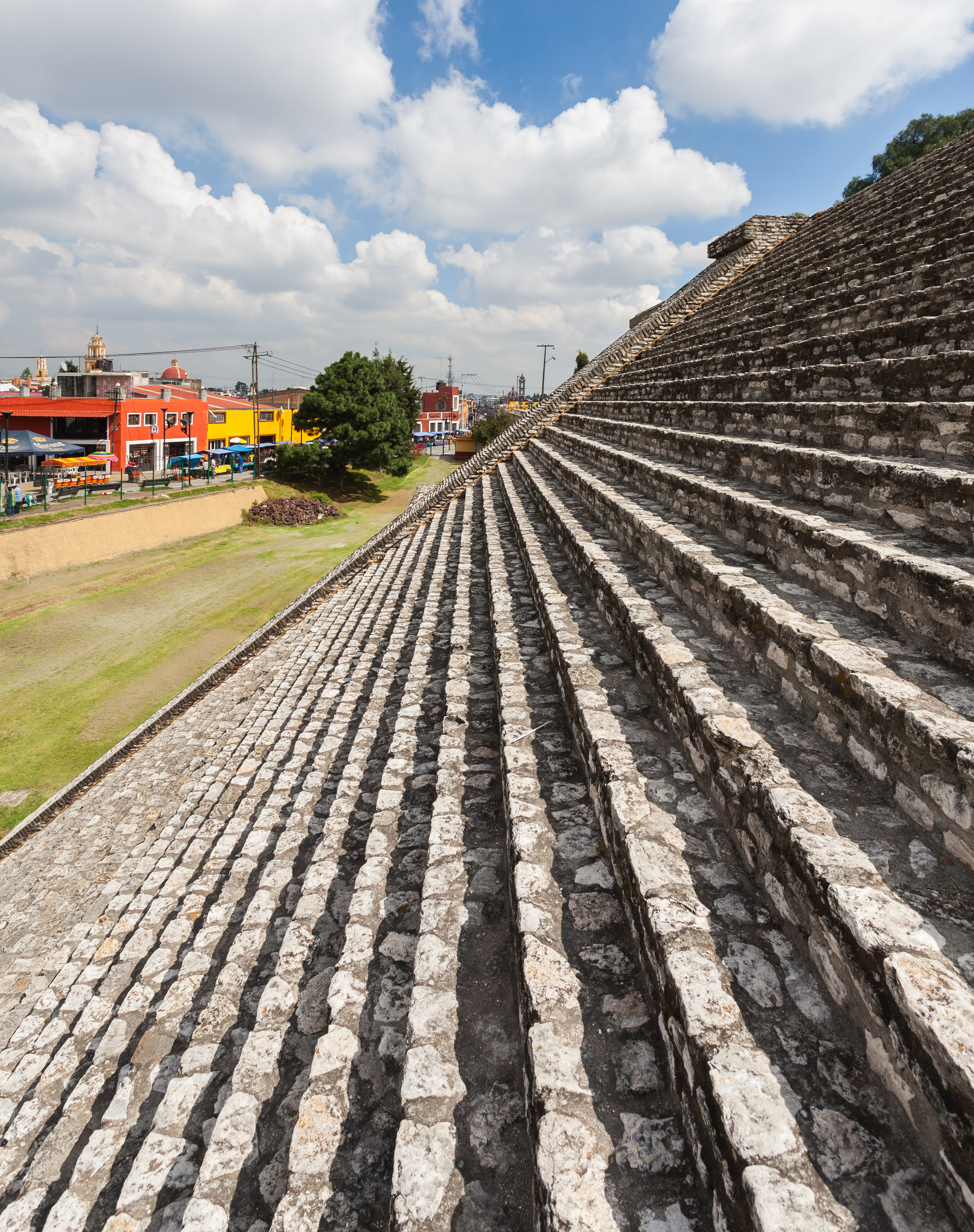
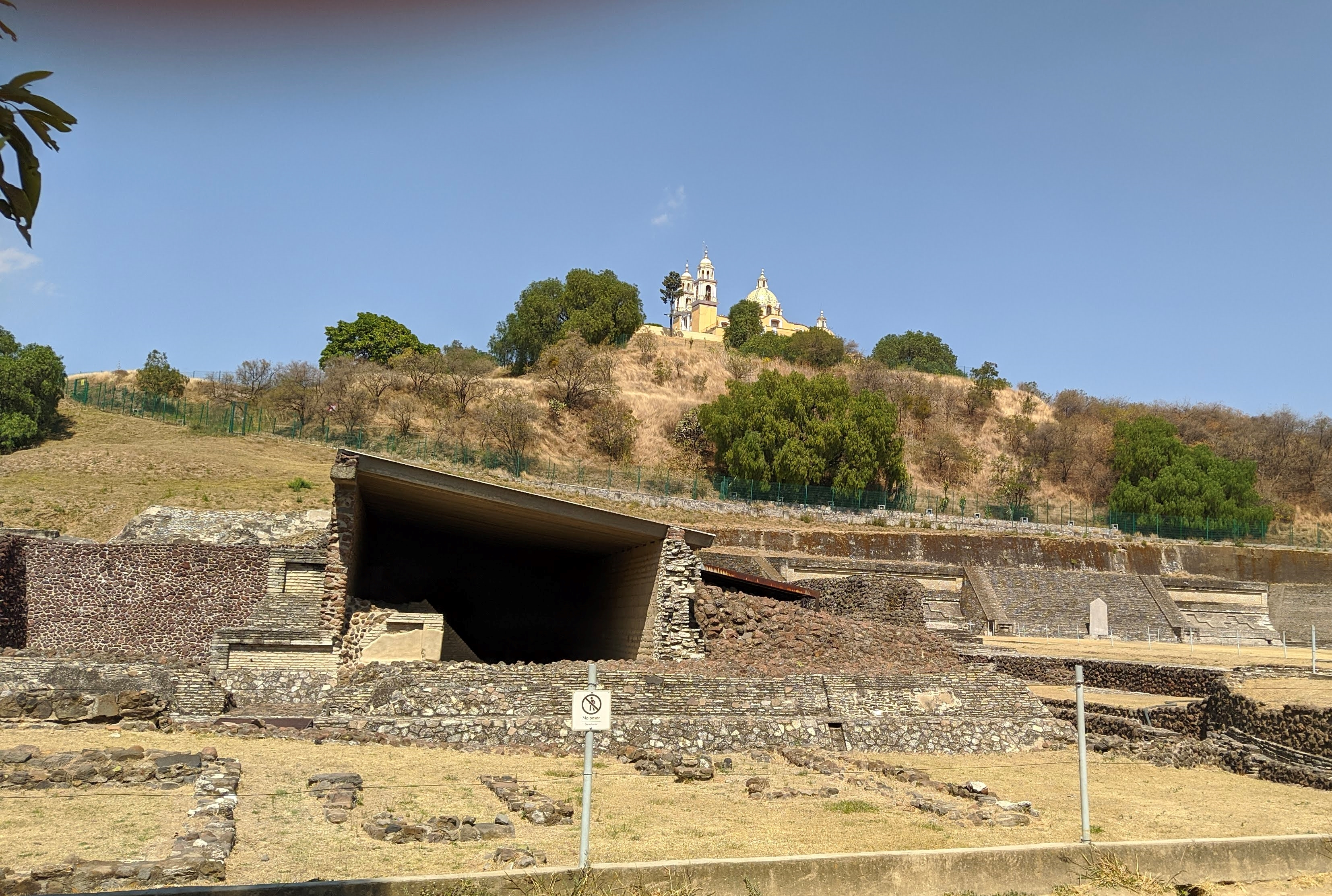